# Chelmon muelleri
Chelmon muelleri là một loài cá biển thuộc chi Chelmon trong họ Cá bướm. Loài này được mô tả lần đầu tiên vào năm 1879.

## Từ nguyên
Từ định danh muelleri được đặt theo tên của Ferdinand von Mueller, bác sĩ, nhà địa lý kiêm thực vật học người Úc gốc Đức, người đã trao tặng bộ sưu tập các mẫu thực vật và động vật ở Úc, bao gồm cả mẫu định danh của loài cá này, cho khu vực hiện là Bảo tàng Lịch sử Tự nhiên Stuttgart (tọa lạc tại Stuttgart, bang Baden-Württemberg, Đức).

## Phạm vi phân bố và môi trường sống
C. muelleri được biết đến chủ yếu ở vùng biển phía bắc nước Úc, từ vùng Kimberley (Tây Úc) vòng qua phía bắc trải dài đến rạn san hô Great Barrier (Queensland). Ngoài ra, loài này còn được ghi nhận tại eo biển Sele (phía đông đảo Salawati của Indonesia, đảo chính của quần đảo Raja Ampat) và tại Côn Đảo (Việt Nam).
C. muelleri sinh sống trên các rạn viền bờ hoặc ở khu vực cửa sông, nơi có nền đáy bùn và tảo phát triển, được tìm thấy ở độ sâu đến ít nhất là 20 m.

## Mô tả
Chiều dài lớn nhất được ghi nhận ở C. muelleri là 20 cm. Mõm dài và nhọn. C. muelleri có màu trắng với bốn dải sọc, trừ sọc ở đầu (băng quan mắt) có màu cam, các sọc còn lại màu nâu sẫm (không phải cam sáng như Chelmon rostratus). Sọc thứ hai (sau đầu) thường có vệt cam ở vị trí gần gốc vây ngực. Nửa thân sau sẫm màu hơn nửa thân trước. Vây lưng và vây hậu môn có màu nâu, dải cam viền ở rìa các vây và một dải trắng nằm gần sát rìa. Một đốm đen lớn viền trắng trên vây lưng. Vây bụng màu nâu đen. Trên cuống đuôi có một dải màu nâu cam viền trắng xanh; vây đuôi trong mờ, màu trắng.
Số gai ở vây lưng: 9–10; Số tia vây ở vây lưng: 26–30; Số gai ở vây hậu môn: 3; Số tia vây ở vây hậu môn: 18–20; Số tia vây ở vây ngực: 14–15; Số gai ở vây bụng: 1; Số tia vây ở vây bụng: 5; Số vảy đường bên: 49–50.

## Sinh thái học
Thức ăn của C. muelleri bao gồm cua, giun nhiều tơ và một số loài thủy sinh không xương sống. Chúng sống đơn độc và ghép đôi vào mùa sinh sản.

## Thương mại
C. muelleri hầu như không được xuất khẩu trong ngành buôn bán cá cảnh.